# Корсакович, Анатолий Леонидович
Анато́лий Леони́дович Корсако́вич (12 января 1938 года, Минск, БССР, СССР — 17 сентября 2022 года, Москва, Россия) — советский и российский музыкальный деятель. Директор Московского музыкального училища им. М. М. Ипполитова-Иванова (1986), организатор Высшего музыкального училища им. М. М. Ипполитова-Иванова (1990), основатель (создатель) и первый ректор Государственного музыкально-педагогического института им. М. М. Ипполитова-Иванова (1995—2004).
Заслуженный работник культуры РСФСР (1989), Профессор (1991) Заслуженный деятель искусств Российской Федерации (1997).

## Биография
Родился в 1938 году в городе Минске Белорусской ССР.
С начала Великой Отечественной войны находился на территории оккупированной Белоруссии.
В 1944 году после освобождения Советской армией Белоруссии семья переезжает в Москву. Обладая прекрасным слухом и голосом в 1944 году поступил в Московское хоровое училище, которое успешно закончил в 1957 году и по рекомендации А. В. Свешникова поступил в Московскую консерваторию по специальности «хоровое дирижирование» в класс доцента С. С. Благообразова, «гармония» и «полифония» в класс Т. Ф. Мюллера, «хоровой класс» вел В. Г. Соколов. Закончил обучение в 1962 году.
В период с 1962 по 1965 год по распределению работал преподавателем дирижёрско-хоровых дисциплин в Барнаульском музыкальном училище, внес большой вклад в формирование дирижёрско-хорового отделения училища, так и в воспитание хоровых дирижёров. Неоднократно с творческими бригадами выезжал на целину.
В 1965, 1967—1968 годы работал преподавателем Московского ордена Трудового Красного знамени государственного педагогического института им. В. И. Ленина.
С 1966 по 1967 год проходил службу в качестве дирижёра-хормейстера Ансамбля песни и пляски Северной группы войск (г. Легница, Польша) в звании старшего лейтенанта. Художественный руководитель Ансамбля песни и пляски СГВ, заслуженный деятель искусств РСФСР, композитор А. П. Новиков.
В периоды с 1969 по 1971 год и с 1977 по 1986 год занимал руководящие должности в Министерстве культуры СССР.
С 1971 по 1974 год Корсакович А. Л. был командирован в Монгольскую Народную Республику для работы в Улан-Баторском музыкально — хореографическом училище в качестве педагога музыкальных теоретических дисциплин и исполняющим обязанности заведующего учебной частью.
По окончании контракта с 1974 по 1977 год работал заместителем директора по учебно-воспитательной работе Вечерней школы общего музыкального образования № 34 г. Москвы.
С 1986 года директор Музыкального училища им. М. М. Ипполитова — Иванова. Сменил на этой должности И. П. Бабичева (1971—1986). Начиная с этого года музыкальное училище с новой энергией начало свой профессиональный рост.
1993 год музыкальное училище реорганизовано в Высшее музыкальное училище;
1995 год Высшее музыкальное училище было реорганизовано в Государственный музыкально-педагогический институт им. М. М. Ипполитова — Иванова. По достоинству основателем (создателем) и первым ректором ГМПИ им. М. М. Ипполитова-Иванова был назначен Корсакович А. Л.
В 1997 году Указом Президента Российской Федерации от 30.05.1997 г. № 539 присвоено звание «Заслуженный деятель искусств Российской Федерации».
Совместными усилиями ректора и коллектива училища в 1999 открыта аспирантура. В этом же году начал работу собственный диссертационный совет.
Входил в Совет ректоров ВУЗов Москвы и Московской области. Институтом Корсакович А. Л. руководил до 2004 года.
Скончался 17 сентября 2022 года. Похоронен 21 сентября 2022 года на Миусском кладбище в г. Москве (уч. 7).

## Семья
Бабушка по линии матери Корсакович (Гамберг) Доменика Дорофеевна (1890—1943), связная партизанского отряда «Буревесник», входившего в партизанское соединение под руководством Медведева. Её фотография и память бережно храниться в Белорусском государственном музее истории Великой Отечественной войны (зал партизанской славы).
Отец Корсакович Леонид Станиславович (1914—1993) с 1943 по 1972 год проработал артистом крупнейшего военно-музыкального коллектива СССР, в последствии крупнейшего художественного коллектива России, Академического дважды Краснознамённого, ордена Красной Звезды ансамбля песни и пляски Российской Армии имени А. В. Александрова. Именно отец — прекрасный музыкант, вокалист и тонкий ценитель музыкального искусства повлиял на будущий выбор области деятельности Корсаковича А. Л.
Мать Корсакович (Щербо) Ольга Федоровна (1915—2005).
Брат Корсакович Леонид Леонидович (1933—1995). Окончил Московское хоровое училище (1955).
Сестра Пятницкая (Корсакович) Татьяна Леонидовна (1948—2021).

### Личная жизнь
- Супруга Степанова Вера Николаевна (1938—2006) ведущий инженер Центрального научно-исследовательского автомобильного и автомоторного института «НАМИ» (скончалась в 2006 году).
- Сын Карсакович Александр Анатольевич (1964 г.р.) Заслуженный артист России, доцент. Заведующий кафедрой «Хорового дирижирования» ГМПИ им. М. М. Ипполитова-Иванова (2002—2004), директор Всероссийского центра занятости работников театров (Театральная биржа труда) (2005—2007). С 2007 работает в Федеральной службе по труду и занятости.

## Награды
- Медаль «Ветеран труда» (1988), медаль «В память 850-летия Москвы» (1997), нагрудный знак Министерства культуры Российской Федерации «За достижения в культуре» (1999), юбилейная медаль «100 лет профсоюзам России» (2004).